# The Carefrees
The Carefrees was een in 1964 opgerichte Britse band.

## Bezetting
- Lynn Cornell[2] (zang)
- Barbara Kay[3] (zang)
- Betty Prescott (zang)
- Don Ridell (piano, orgel)
- Johnny Evans (saxofoon, fluit)
- John Stevens (drums)

## Geschiedenis
Cornell was voorheen zangeres bij The Vernons Girls en was getrouwd met Andy White, die drumde op een van de versies van Love Me Do van The Beatles. Als soliste plaatste Cornells opname Never on Sunday uit 1960 zich in de Britse singlehitlijst (#30). Prescott was ook zangeres bij The Vernons Girls en The Breakaways.
Hun eerste en enige single in de Amerikaanse Billboard Hot 100-hitlijst was We Love You Beatles (#39). Na een verdere single en een album (bestaande uit de singles en talrijke covers van de toen actuele Britse invasie-hits) werd de band in hetzelfde jaar ontbonden als dat ze werden opgericht.
Prescott ging terug naar The Breakaways, die als achtergrondzangers werkten bij meerdere opnamen van Petula Clark, Dusty Springfield, Cilla Black, Lulu en vele anderen. Cornell vervoegde zich bij The Pearls, die zich tussen 1972 en 1974 met meerdere singles plaatsten in de Britse hitlijst, met inbegrip van hun top 10-hit Guilty.

## Discografie

### Singles
- 1964: We Love You Beatles
- 1964: The Paddy Whack

### Albums
- 1964: We Love You All